# ボイス・パブリケーション

ボイス・パブリケーション（英字表記／VOICE PUBLICATION）は、かつて存在した日本の出版社。乗り物にまつわる雑誌を中心に発行していた。

## 概要
2010年、オートバイ雑誌『MOTO NAVI（モトナビ）』および『BICYCLE NAVI（バイシクルナビ）』の発行元であった二玄社が2誌の休刊を発表。それに際し、両誌の編集長であり、現ボイス・パブリケーション代表の河西啓介がその商標を買い取り、独立する形で設立された。
二輪、四輪の乗り物雑誌を発行するほか、各地でのイベントや、河西をパーソナリティに据えたラジオ番組『NAVI CARS CAFE』（FM FUJI）など、出版を中心にさまざまな事業に取り組んでいた。
2018年に出版していた刊行物を他社へ譲渡し事業停止。2018年12月26日に東京地方裁判所から破産手続開始決定を受けた。そして2019年7月3日に法人格が消滅した。

## 主な発行物
- MOTO NAVI（モトナビ） - ファッションテイストの高い、ライフスタイル系オートバイ雑誌。2001年創刊。偶数月24日発売。
- NAVI CARS（ナビカーズ） - かつて二玄社から発行されていた自動車雑誌『NAVI』のテイストを引き継ぐ自動車雑誌。ただ、誌面づくりや編集テイストとしては、MOTO NAVIの四輪版という印象が強い。2012年創刊。奇数月26日発売。
- BICYCLE NAVI（バイシクルナビ） - ストリートテイストのある自転車雑誌として、二玄社時代の2000年に創刊。当初は『NAVI（ナビ）』の増刊としてスタート。2014年11月発売号を最後に休刊するも、2015年10月に誌名を「Bicycle Navi」として不定期刊で復刊を果たす。